# Trilophomys schaubi
Genre
Espèce
Trilophomys schaubi est une espèce éteinte de rongeurs de la famille des Cricetidae.

## Distribution et époque
Ce campagnol a été découvert en Allemagne et en Hongrie. Il vivait à l'époque du Pliocène jusqu'au Pléistocène.

## Étymologie
L'épithète spécifique est nommée en l'honneur du paléontologue suisse Samuel Schaub (1882–1962).

## Taxinomie
Cette espèce a été décrite pour la première fois en 1961 par le paléontologue tchèque Oldřich Fejfar (de) (né en 1931).

## Publication originale
- (de) Fejfar, 1961 : « Die plio-pleistozänen Wirbeltierfaunen von Hajnáčka und Ivanovce (Slowakei), ČSR. II. Microtidae und Cricetidae inc. sed. ». Neues Jahrbuch für Geologie und Paläontologie Abhandlungen, vol. 112, no 1, p. 48–82 (consulté le 21 octobre 2013).